# Надеждовка (Николаевская область)
Надеждовка (укр. Надеждівка) — село в Братском районе Николаевской области Украины.
Основано в 1872 году. Население по переписи 2001 года составляло 339 человек. Почтовый индекс — 55485. Телефонный код — 5131. Занимает площадь 1,778 км².

## Местный совет
55482, Николаевская обл., Братский р-н, с. Новоконстантиновка, ул. Мира, 44